# Alberto Pelloux
Alberto Pelloux (Crema, 10 décembre 1868 - Bordighera, 23 février 1948) était un minéralogiste italien.

## Biographie
Fils aîné du Premier ministre et plusieurs fois ministre Luigi Pelloux, il a atteint le grade de lieutenant-colonel dans l'armée. Il a été professeur de minéralogie appliquée et de lithologie à l'université de Gênes et directeur du Musée d'histoire naturelle Giacomo Doria.
Il a décrit de nouvelles espèces minéralogiques, contribuant notamment à la connaissance des gisements de minéraux en Libye, en Albanie et en Sardaigne. Parmi ses principales publications, outre de nombreuses notes et mémoires parus dans des périodiques scientifiques, figurent des contributions sur la description géographique de la Vallée d'Aoste (Rome 1901) et sur les minéraux du Grand Paradis (éd. CAI, Turin 1909) et du Vésuve (éd. anglaise, New York 1927).
Membre de l'Accademia des Lyncéens, Pelloux a été président de la Société géologique italienne en 1934. Sa riche collection minéralogique est conservée au musée des sciences de la terre de l'université de Bari. En sa mémoire, le nom de pellouxite a été donné à un minéral trouvé dans les Alpes Apuanes.